# Туризм в Боливии
Туризм в Боливии является одним из растущих секторов экономики страны. Боливия имеет большой туристический потенциал, благодаря многим достопримечательностям, разнообразной культуре, богатым историей географическим регионам и национальной кухне.

## Статистика
В 2013 году туристический поток в Боливию по странам распределялся следующим образом:
| Ранг | Страна    | Число туристов |
| ---- | --------- | -------------- |
| 1    | Бразилия  | 33,254         |
| 2    | Чили      | 30,776         |
| 3    | США       | 29,612         |
| 4    | Аргентина | 28,770         |
| 5    | Перу      | 17,092         |
| 6    | Колумбия  | 15,971         |
| 7    | Испания   | 15,951         |
| 8    | Германия  | 11,579         |
| 9    | Канада    | 10,452         |
| 10   | Япония    | 10,093         |

В 2014 году приток туристов резко вырос и достиг 871 тысячи человек.

## Достопримечательности
Боливия располагает большим количеством природных и культурных достопримечательностей. Среди природных объектов особой известностью пользуется Титикака, высочайшее судоходное озеро в мире. На этом озере расположены:
- Остров Солнца, священное место инков и родина основателей империи инков Манко Капака и Мама Окло[исп.];
- Остров Луны, священное место инков возле Острова Солнца;
- Копакабана[исп.] — маленький городок на берегу озера, где проходит ежегодная церемония выборов Девы Копакабана[исп.], «королевы» Боливии.

Через Боливию проходят Анды, самый длинный горный хребет в мире, наиболее популярные места в Андах:
- самый высокогорный горнолыжный курорт в мире в районе Чакалтая;
- потухший стратовулкан Сахама — высочайший пик в Боливии;
- крупнейшие в мире солончаки — Уюни и Койпаса. Боливия является единственной страной в мире, в которой находится отель, целиком сооружённый из соли[4];
- минеральные озёра Лагуна-Верде и Лагуна-Колорада, где гнездятся андские фламинго, а также находится одним из крупнейших стратовулканов в мире Ликанкабур.

Национальный парк Мадиди, расположенный в верховьях бассейна реки Амазонки, является одним из самых популярных туристических объектов в Боливии. Здесь можно встретить большое разнообразие местной флоры и фауны, а также сообщества этнических групп индейцев.
Национальный парк Ноэль-Кемпфф-Меркадо, расположенный в департаменте Санта-Крус, 13 декабря 1991 года был внесен в список Всемирного наследия ЮНЕСКО. Турпакет для посещения парка включает в себя проживание и трёхразовое питание. Главные туристические базы национального парка — Flor de Oro и los Fierros.
Исторические города:
- Потоси с его многочисленными церквями, узкими и живописными улочками, является самым важным памятником колониальной Боливии. Среди главных достопримечательностей города:
  - Монетный двор и музей Потоси — одни из самых посещаемых туристических мест в Южной Америке, где представлена колониальная история страны, а также история республики Боливия;
  - «Глаз инка» (исп. El Ojo del Inca) — горячее озеро, возникшее в кратере вулкана, в 15 минутах езды от центра города;
  - Асиенда Кайяра (исп. Hacienda Cayara) — мемориальный комплекс, представляющий собой типичную колониальную фазенду XVI века, расположенную в долине с умеренным климатом, рядом с водопадом; в этом месте С.Боливар сделал привал, во время которого размышлял о будущем страны.
- Сукре — официальная столица Боливии, «город четырёх имён», где были провозглашены лозунги освобождения Латинской Америки от колониального гнёта. Среди важнейших достопримечательностей:
  - Каль Орко и Парк мелового периода — палеонтологической заповедник, обнаруженный в карьере цементного завода в департаменте Чукисака. Здесь сохранились более 5000 отпечатков следов 294 видов динозавров.
  - Каса де ла Либертад[исп.] (буквально — «Дом свободы») — здание, где хранится Акт о независимости Боливии.
  - Ла Реколета[исп.] — один из первых в городе францисканских монастырей.
- Сьюдад-дель-Энканто — недавно обнаруженное в пустыне департамента Потоси скальное образование вулканического происхождения, стремительно набирающее популярность у туристов благодаря своему «неземному» внешнему виду.